# Cabestany (Aragón)
Cabestany es un despoblado medieval del municipio de Estopiñán del Castillo, comarca de Ribagorza, provincia de Huesca, Aragón.

## Toponimia
El topónimo es de origen latín y aparece como CAPUT STAGNUM que significa cabeza del lago, o en lo alto del lago en español, refiriéndose a los  estanys de Estaña, cap d'estany en catalán, de este último idioma acabó derivando a Cabestany.

## Historia
Los orígenes de Cabestany son desconocidos, aunque la zona está habitada desde tiempos íberos, probablemente el lugar fuese ocupado por un oppidum ibérico. Aparece mencionado por primera vez en un manuscrito de Arnau Mir de Tost. Cabestany aparece mencionado el 28 de marzo de 1447 en la fundación de un mayorazgo a favor de Juan de Villalpando que incluía un molino en el lugar de Cabestaña. Formó parte del antiguo municipio de Pilzán, y eclesiásticamente dependió de la abadía de Ager.

## Lugares de interés

### San Esteban de Cabestany
De lo que fue la población de Cabestany hoy queda solo su ermita, dedicada a San Esteban. Documentada desde el 1091, cuando el 10 de septiembre sobre el altar se procedió a la publicación del testamento de Bonadona, castellana del castillo de Caladrons. A finales del siglo xix esta pasó a formar parte del diócesis de Lérida.
La ermita es de una sola nave casi cuadrada, con ábside semicircular y cubierta por una bóveda de cañón. Está construida con sillarejos, su acceso se hace por un arco de medio punto.Cada 26 de diciembre se hace una romería en la ermita.

### Castillo de Cabestany
El castillo de Cabestany, erróneamente castillo de Estanya, es una construcción del siglo xi, este se encuentra sobre la ermita de San Esteban, se conservan algunos muros de lo que fue una fortificación.